# Бреверн, Карл фон
Карл Герман (Германович) фон Бреверн (нем. Karl Hermann von Brevern; 22 октября 1704, Рига — 4 января 1744, Петербург) — конференц-министр императрицы Елизаветы Петровны, тайный советник, один из руководителей русской дипломатии в начале 1740-х гг. В 1740-1741 гг. президент Академии наук.

## Биография
Происходил из остзейского рода Бревернов. В 1694 году рижане Бреверны получили дворянский титул королевства Шведского и с тех пор род Бревернов постоянно вносился в эстляндский (1745.), лифляндский (1747) и курляндский (1833) матрикулы.
Бреверны были в родстве с семьёй пастора Эрнста Глюка, приёмного отца императрицы Екатерины I. Отец Карла Германовича, Герман Бреверн, был приглашён Петром I в Санкт-Петербург и назначен вице-президентом Юстиц-коллегии. Эту должность он занимал до своей смерти в 1724 году.
Карл фон Бреверн учился в Рижской гимназии, затем изучал юридические науки в Кёнигсбергском университете. Дипломатическую карьеру начал в 1726 году секретарём посольства в Швеции; по возвращении в Санкт-Петербург он был определён на службу секретарём и переводчиком в Коллегию иностранных дел. В 1731—1734 годах в качестве секретаря Коллегии иностранных дел ездил с поручениями в Вену, Дрезден и Берлин.
Его усердие было замечено А. И.Остерманом и в 1735 году Карл Бревен был назначен секретарём в Кабинет министров. По мнению одного из современников, Бреверн был человеком «хитрым и прилежания чрезвычайного».
С 24 апреля 1740 года по 15 апреля 1741 года был президентом Петербургской Академии Наук. На этом посту Карл фон Бреверн являлся с докладами к императрице Анне Иоанновне наравне с кабинет-министрами.
Был замешан в дело о регентстве Бирона и после падения Бирона потерял своё влияние при дворе и пост президента Академии наук. По вступлении на престол Елизаветы Петровны вновь обрёл влияние и был назначен конференц-министром.
С 1742 года вместе с канцлером графом Алексеем Петровичем Бестужевым-Рюминым возглавлял Коллегию иностранных дел. Вместе с Бестужевым Бреверн принадлежал к так называемой «австрийско-английской партии» при российском дворе. Лично подписал договоры России с Англией (1741 г.) и с Пруссией (1743 г.).
По указанию Бреверна в коллегию иностранных дел был приглашён из Академии наук математик Кристиан Гольдбах, который осуществлял перлюстрацию и дешифровку иностранной дипломатической и частной корреспонденции, что позволяло коллегии быть в курсе всех придворных и международных дел. Основываясь на дешифрованных письмах в конце 1743 года Бреверн и Бестужев-Рюмин подали императрице доклад, в результате которого из России летом 1744 г. был удалён французский дипломат маркиз де ла Шетарди, что привело к ослаблению так называемой «франко-прусской партии» при русском дворе. В 1744 году, в разгар борьбы с маркизом де Ла Шетарди Карл фон Бреверн скоропостижно скончался, как тогда думали, от яда.
Датой смерти Бревена Русский биографический словарь указывается 21 октября 1744 года, однако о внезапной смерти Бреверна английский посланник в России узнал ранним утром 5 января 1744 года.
Его супругой была дочь бывшего президента Академии наук Г. К. фон Кейзерлинга. «Современники шутили, что Бреверн получил Академию наук в качестве свадебного подарка».